# Joseph Alcazar

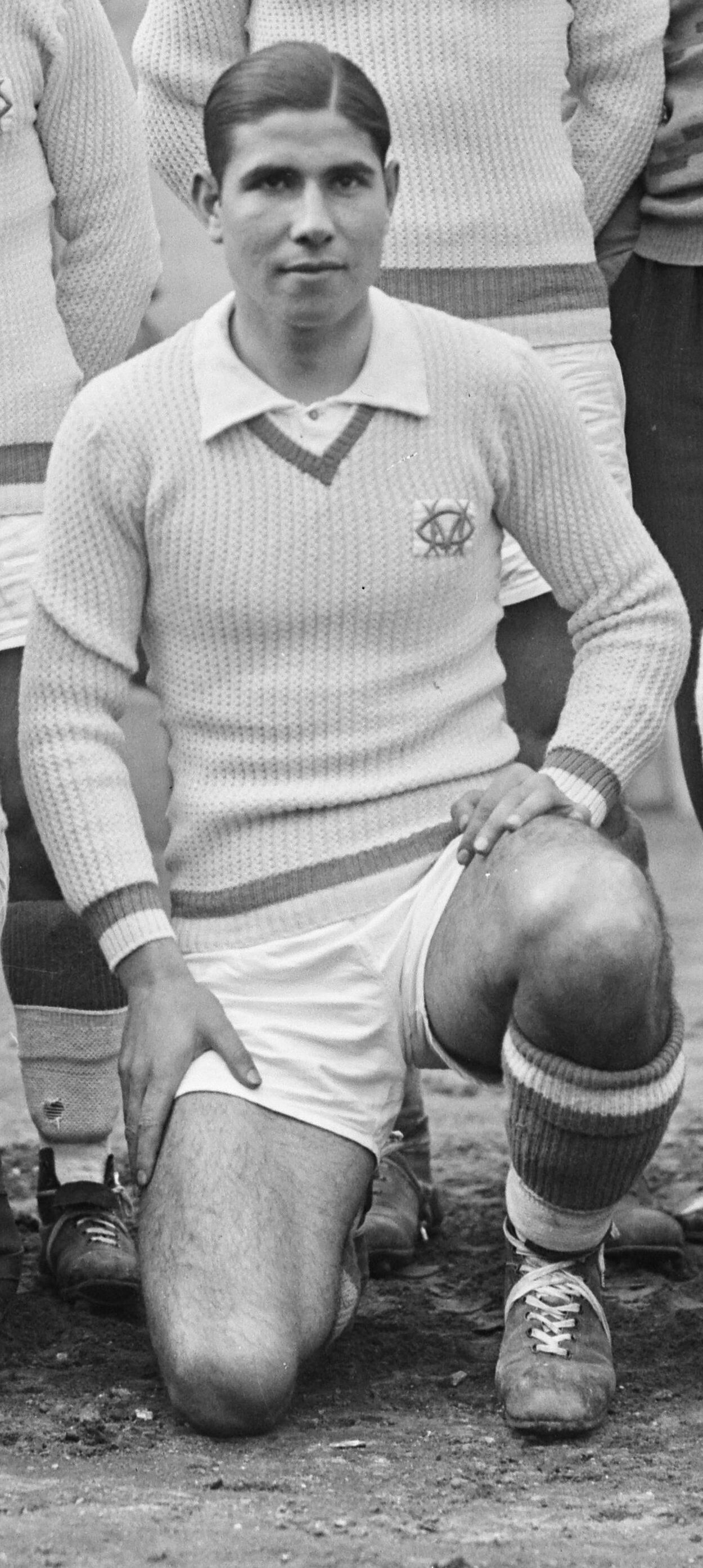
Fußballspieler Alcazar um 1930

Joseph Alcazar (* 15. Juni 1911 in Oran, Algerien; † 4. April 1979) war ein französischer Fußballspieler.

## Karriere
Der Mittelstürmer, der als Sohn einer spanischstämmigen Familie im französischen Algerien aufwuchs, absolvierte zwischen 1931 und 1935 elf Spiele für die Französische Fußballnationalmannschaft, in denen er zwei Tore erzielte.
Bei der Fußball-Weltmeisterschaft 1934 in Italien gehörte Alcazar zum Aufgebot der Bleus. Er stand in der Elf, die im Achtelfinale gegen Österreich erst nach Verlängerung mit 2:3 unterlag und aus dem Turnier ausschied.
1935 wurde der „Pepito“ genannte Torjäger mit Olympique Marseille französischer Pokalsieger. Für OM erzielte er zwischen 1932 und 1936 in 91 Erstligaspielen 65 Treffer, darunter auch Marseilles allererstes Tor in dieser Profispielklasse; in dieser „Debütsaison“ war er zudem der dritterfolgreichste Torjäger der Division 1.

### Vereine
- 1926/27: Club Athlétique Liberté d'Oran
- 1927–1936: Olympique Marseille
- 1936/37: Lille Olympique
- 1937–1939: OGC Nizza
- 1939/40: AS Avignon
- 1940: Saint-Tropez
- 1940: US Aix
- 1940/41: US Phocéenne
- 1941/42: Olympique Marseille
- 1942/43: Château Gombert
- 1945/46: AS Aix